# Riposo durante la fuga in Egitto (Gerard David Lisbona)
Il Riposo durante la fuga in Egitto è un dipinto del pittore fiammingo Gerard David realizzato intorno al 1501-1520, ipotizzato originalmente per il Convento di Nostra Signora del Paradiso di Évora, e conservato al Museo nazionale d'arte antica a Lisbona in Portogallo. 
Riposo nella fuga in Egitto rappresenta l'episodio nel Vangelo di Matteo (2,13-18) fuga in Egitto anche se non è menzionato il riposo ma nei Vangeli apocrifi si. Il dipinto rappresenta una delle diverse versioni del tema creato da Gerard David (nella sezione Galleria d'immagini).
Gerard David ha dipinto la scena con semplicità di fornire un'immagine quotidiana. È stato un esponente della pittura fiamminga che ha creato versioni così familiari che gli italiani hanno trattato in forma più istituzionale la messa in scena. 

## Descrizione e stile

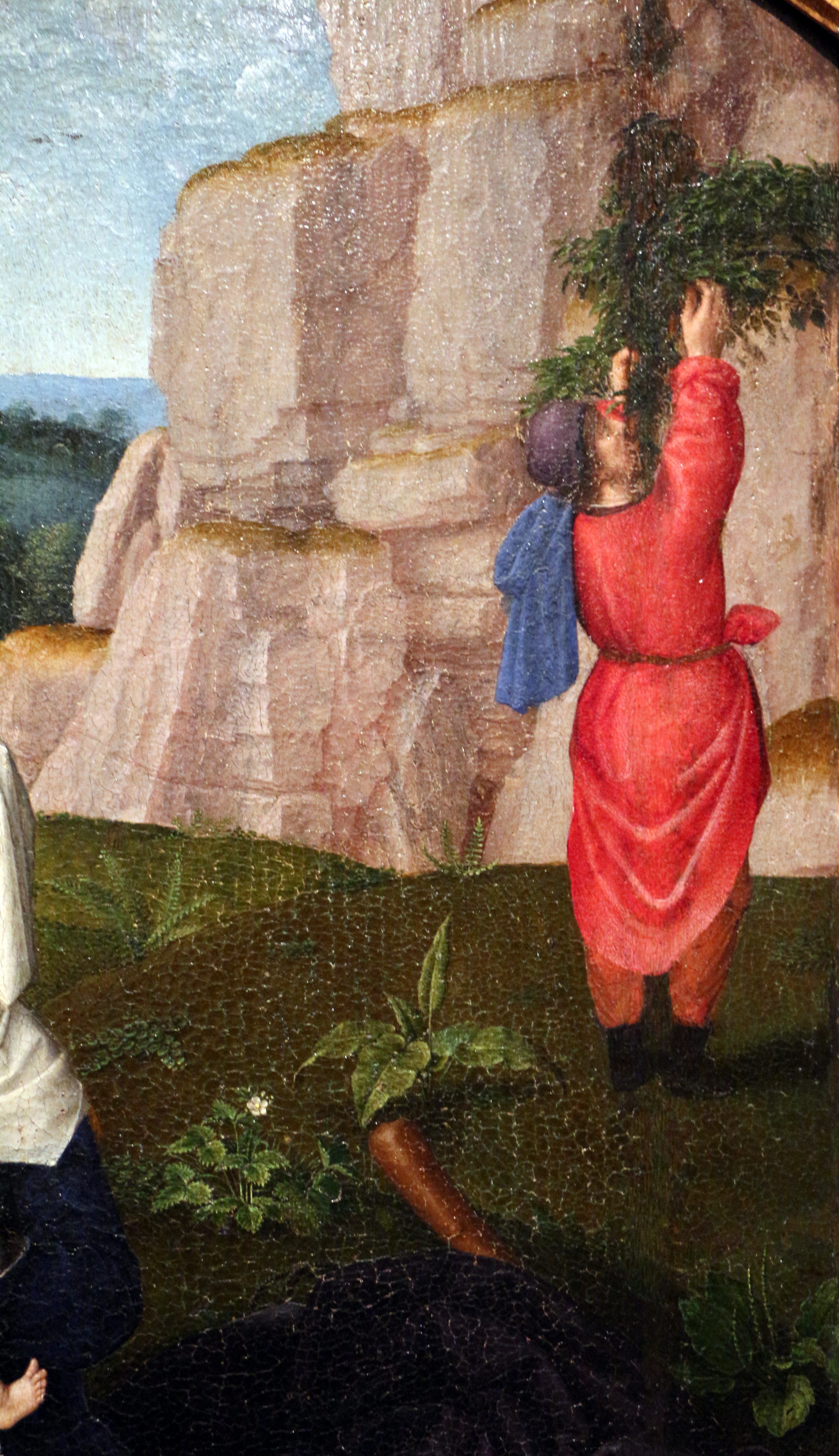
Dettaglio San Giuseppe raccoglie bacche.

La Maria Vergine è seduta su una roccia per nutrire il Bambino Gesù, mentre San Giuseppe, sullo sfondo, raccoglie bacche selvatici di una pianta. Il piccolo Gesù, con un gesto d'amore, sembra più interessato al gioco che all'alimentazione. Sul lato destro di Maria Vergine possiamo vedere un cesto di rifornimento e una zucca per l'acqua. Su un piano intermedio della scena è  presente l'asino in mezzo al paesaggio verdeggiante.
Gli oggetti dipinti nel quadrante in basso a sinistra possono rivelare qualcosa di più della loro immagine istantanea. Così la rana e la lumaca alludono al diavolo, mentre l'acqua della zucca è un simbolo di vita e purezza.
La scena è incorniciata in un paesaggio di una grandezza che rivela l'importanza che l'autore gli ha conferito.  Gerard David volle evidenziare in prospettiva la testa e il petto di Maria Vergine col Bambino Gesù. Il bianco di questa composizione attira l'attenzione dell'osservatore, dove convergono le diagonali che danno forma all'opera.

## Galleria d'immagini

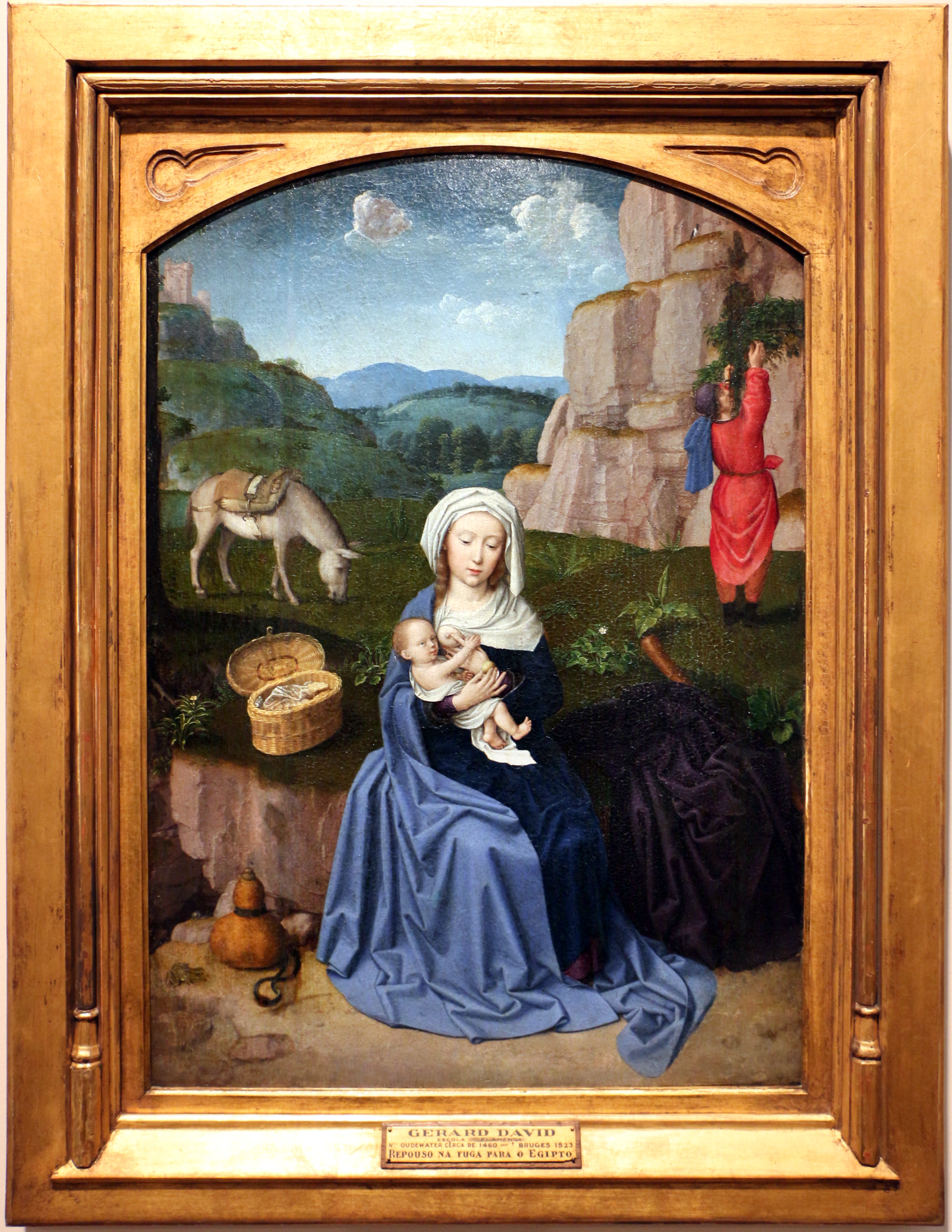
Riposo durante la fuga in Egitto,(1501-1520 circa), Gerard David, Museu Nacional de Arte Antiga a Lisbona
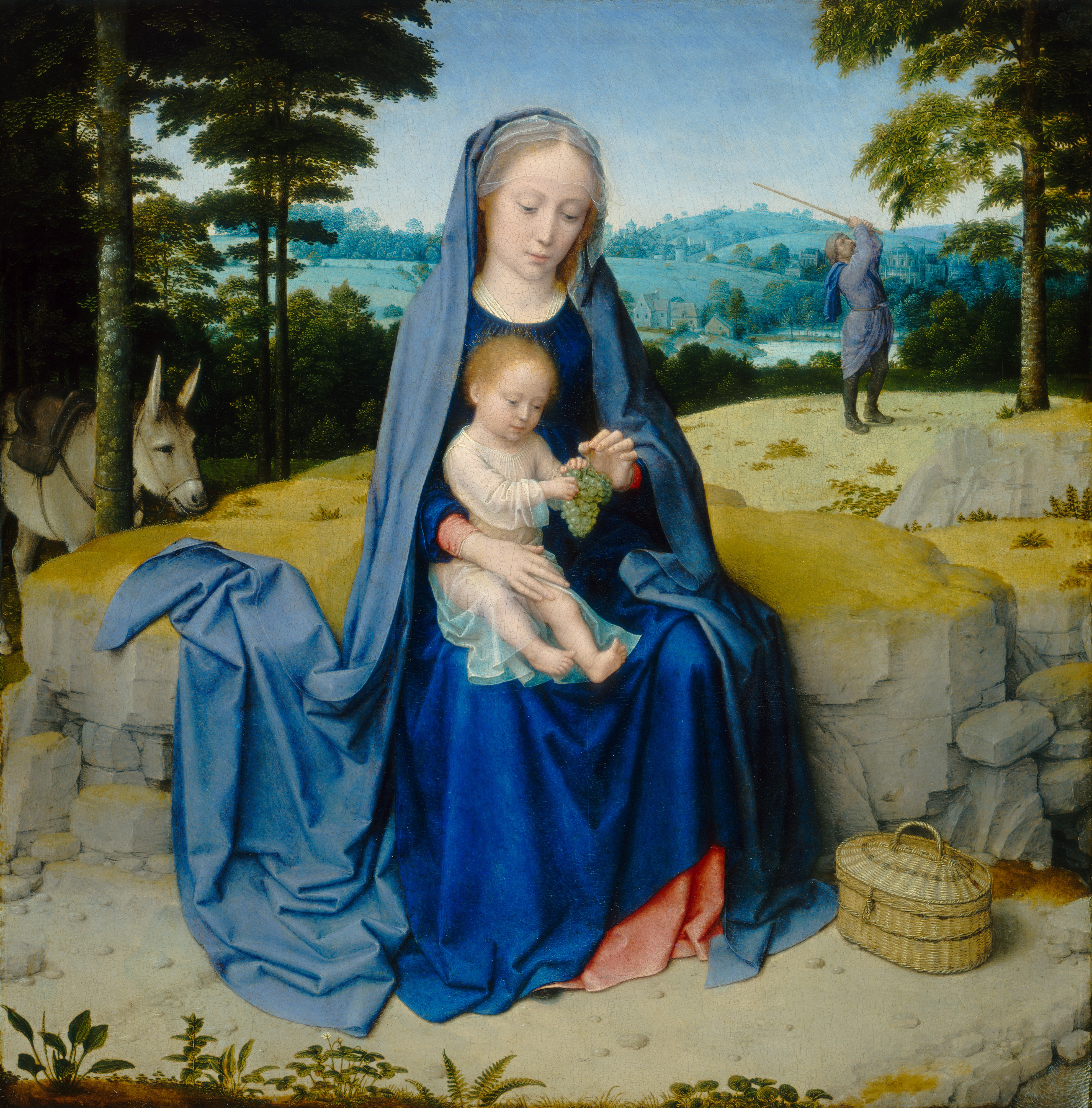
Riposo durante la fuga in Egitto (1505 circa), Gerard David, alla National Gallery of Art di Washington
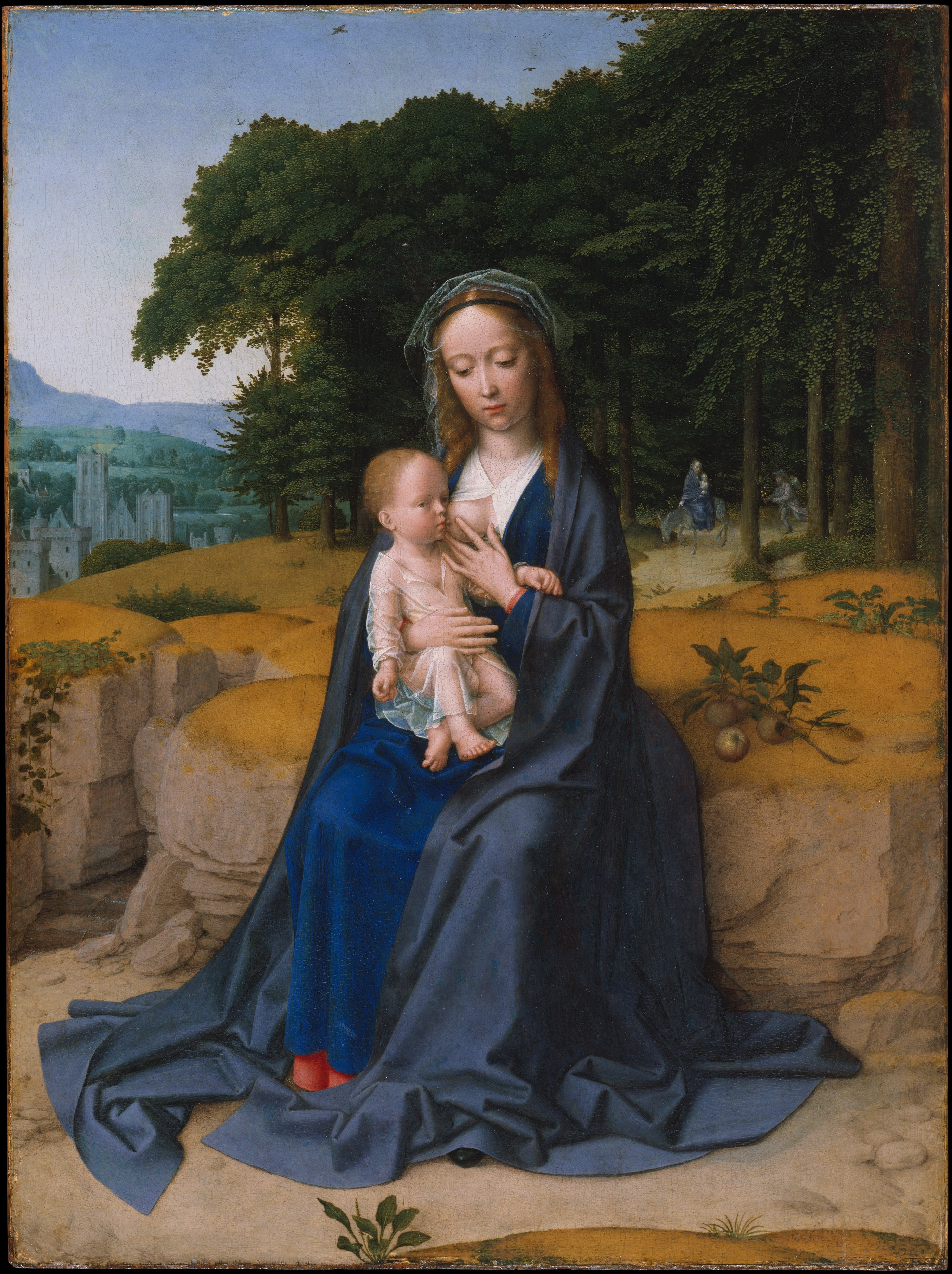
Riposo durante la fuga in Egitto (1512-1515), Gerard David, al Metropolitan Museum of Art di New York
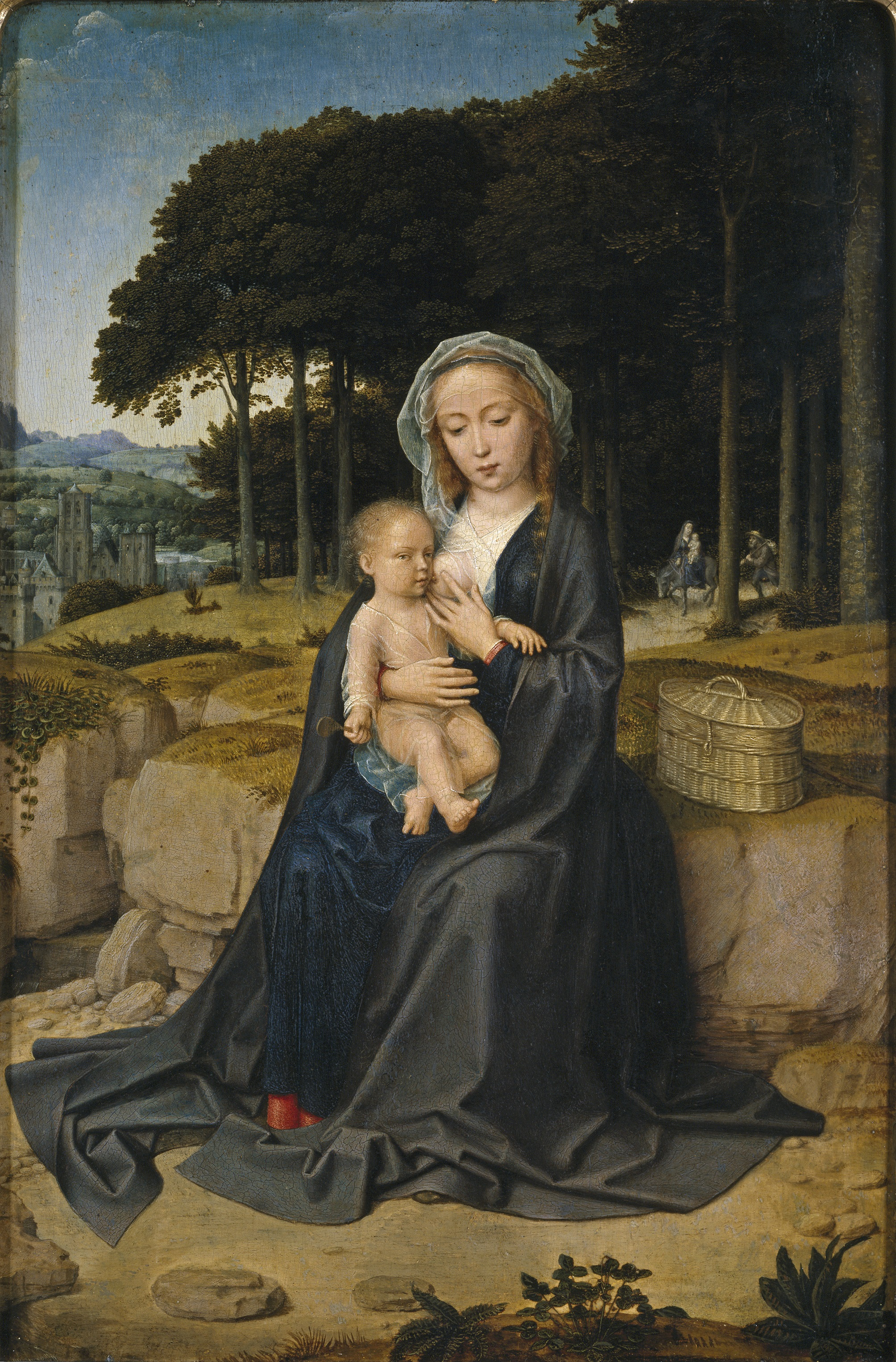
Riposo durante la fuga in Egitto (1515 circa), Gerard David, al Museo del Prado, a Madrid
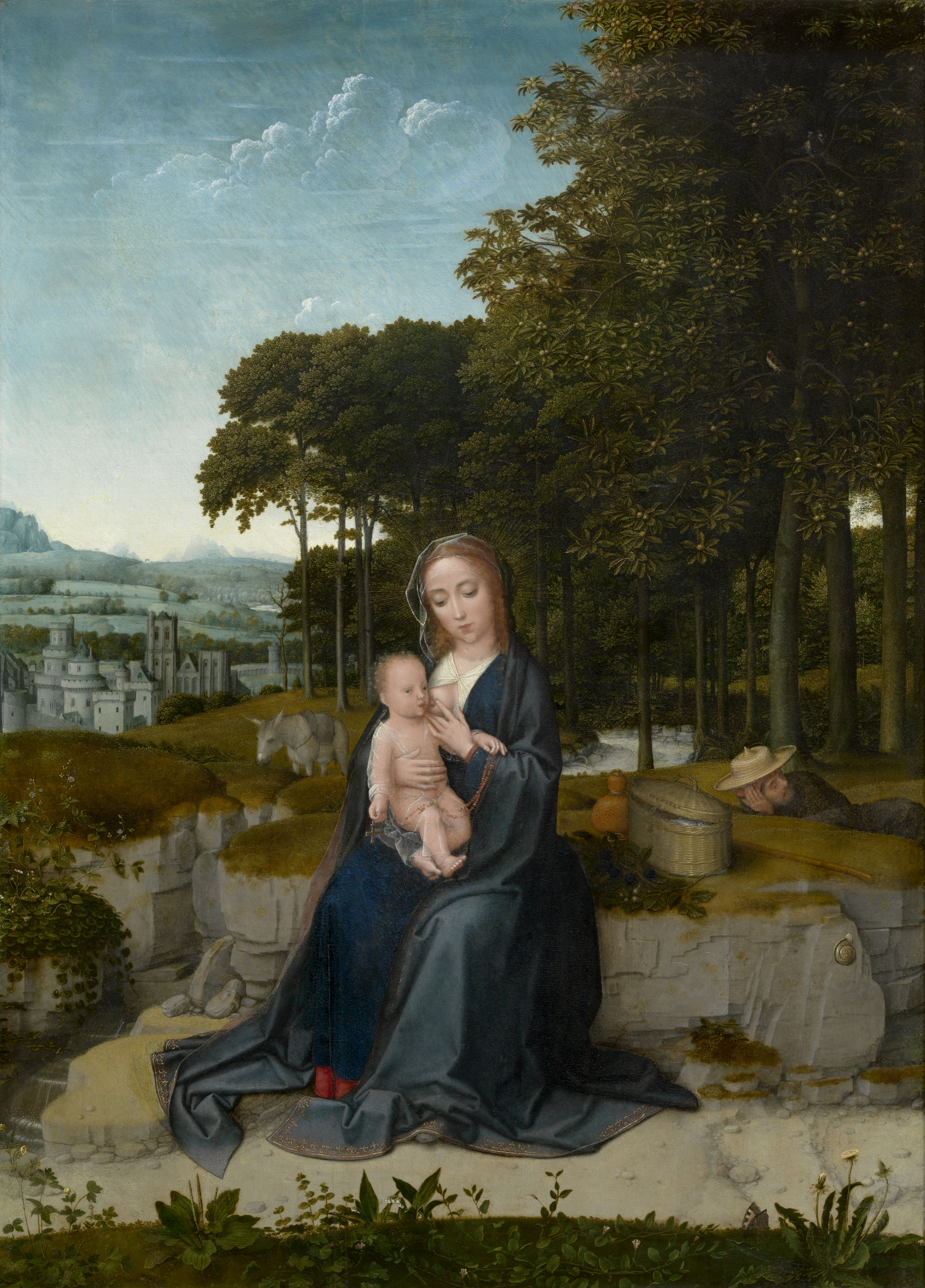
Riposo durante la fuga in Egitto (1515 circa), Gerard David, al Museum of Fine Arts di Anversa
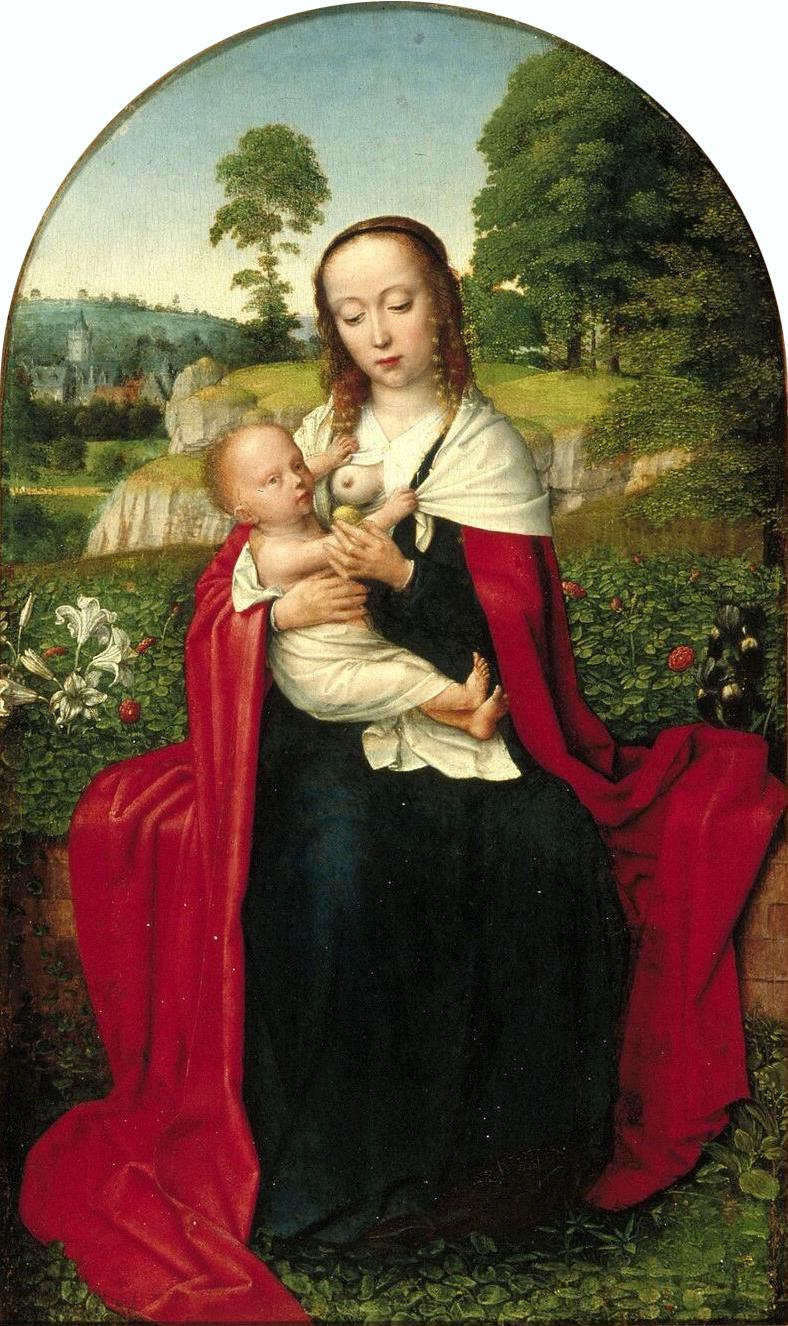
Madonna col Bambino in un paesaggio (1520 circa), Gerard David, Museum Boijmans Van Beuningen di Rotterdam